# Баннер (Іллінойс)
Баннер (англ. Banner) — селище (англ. village) в США, в окрузі Фултон штату Іллінойс. Населення — 169 осіб (2020).

## Географія
Баннер розташований за координатами 40°30′45″ пн. ш. 89°54′56″ зх. д. / 40.51250° пн. ш. 89.91556° зх. д. (40.512614, -89.915611).  За даними Бюро перепису населення США в 2010 році селище мало площу 3,34 км², уся площа — суходіл.

## Демографія
Згідно з переписом 2010 року, у селищі мешкало 189 осіб у 72 домогосподарствах у складі 56 родин. Густота населення становила 57 осіб/км².  Було 84 помешкання (25/км²).
Расовий склад населення:
| - 97,4 % — білих - 1,6 % — корінних американців |

До двох чи більше рас належало 1,1 %. Частка іспаномовних становила 0,0 % від усіх жителів.
За віковим діапазоном населення розподілялося таким чином: 25,4 % — особи молодші 18 років, 57,1 % — особи у віці 18—64 років, 17,5 % — особи у віці 65 років та старші. Медіана віку мешканця становила 40,3 року. На 100 осіб жіночої статі у селищі припадало 105,4 чоловіків;  на 100 жінок у віці від 18 років та старших — 98,6 чоловіків також старших 18 років.
Середній дохід на одне домашнє господарство  становив 50 477 доларів США (медіана — 50 938), а середній дохід на одну сім'ю — 62 678 доларів (медіана — 58 438). За межею бідності перебувало 5,9 % осіб, у тому числі 9,8 % дітей у віці до 18 років та 4,9 % осіб у віці 65 років та старших.
Цивільне працевлаштоване населення становило 93 особи. Основні галузі зайнятості: сільське господарство, лісництво, риболовля — 24,7 %, науковці, спеціалісти, менеджери — 20,4 %, виробництво — 15,1 %.